# 殭屍借貸
《殭屍借貸》是日本創作團體PEACH-PIT的漫畫作品，連載於「月刊GFantasy」。于2007年7月3日播放電視動畫。

## 劇情簡介
少女纪多满某日在学校中遇到本应在某次事故中遇难，但是却奇迹生还的两名男同学赤月知佳和橘思徒，但是天生具有“死神之眼”能力的纪多满，竟然在二人脖子上看到代表死者的黑色圈印。二人不得不告诉纪多满，他们以打倒僵尸为代价来换取自己的复活。虽然纪多满拒绝了二人邀请其加入成为搭档的请求，但是仍被卷入到事件之中……

## 登场人物

### 主要角色
纪多满（紀多みちる，CV：桑島法子）
身高：158.5cm　体重：46kg　血型：A型　生日：2月22日
有话却不敢讲的弱气少女。总是带着眼镜。如果摘下眼镜就能用她的「死神之眼」( 但不是真的「死神之眼」)看到人脖子上预示死亡的黑色圈印。父母皆亡，但留下大筆遺產，在滿18歲前除了學費、生活費與急用之外，不可動用遺產，目前由律師保管，一開始是母親的妹妹照顧，妹妹夫婦曾經為了拿誰的錢來照顧纪多满而吵架，收養纪多满是為了遺產。之後，纪多满某次差點死掉，才發覺的其實自己不想死，存活下來後努力改變自己，所做的第一件事情就是將妈妈的妹妹夫婦照顧自己三年的費用算清楚，並將所住的房子送給母親的妹妹，但是表示遺產一毛都不會分，目前住在學園宿舍（黑羽寮）中。
她的真正身份是伊莉莎計劃幸存者之一，是薄荷為了破壞全世界而製造的Singularity。有與死神對話和扭曲空間的隱藏能力，同時亦能搞亂固有物質的波動。
第一輪角色投票得第三名。
第二輪角色投票得第七名。
赤月知佳（CV：鈴村健一）
身高：175.5cm　体重：66Kg　血型：B型　生日：3月23日
一頭白髮的少年，妹控，英語很好，有間歇性孤獨病。半年前大桥塌陷事故奇迹生还者，由於未成年，因此播放新聞時用少年B代替。和ZOMBIE公司订立借贷契约而复活，为了偿还复活金不得不日夜工作赚取赏金，是个热血青年，讨厌拐弯抹角。父親是赤月悠理（第二輪角色投票得第二十五名。），是個相貌年青英俊的歐美長金髮怪人，自稱知佳的daddy，叫其他人稱他為悠。有個黑髮的妹妹赤月桃佳（第二輪角色投票得第十七名。），是個「電話不離身」的十歲少女，每當知佳的發薪日就會和他約會。與橘司徒是「生命共同體」，當初變成殭屍的時候，與司徒的手弄錯了，因此兩人要使用心靈體硬質化武器時，必須互換手才行，且手不能離開原主人太遠要不然會從手腕處開始腐爛，就算是互換了也只能撐1小時，心靈體硬質化武器是武士刀。住在學園宿舍（黑羽寮）中。
第一輪角色投票得第二名。
第二輪角色投票得第一名。
橘司徒/橘思徒（CV：櫻井孝宏）
身高：176cm　体重：64Kg　血型：AB型　生日：1月21日
和知佳一样在事故中奇迹生还，被稱為少年A，同样是僵尸。其实他的真實形态已经是僵尸了。实质上是有些天然呆。喝醉酒後會問人「你好可愛，可以吻你嗎？」。不會唱歌，只會饒舌(RAP)，但像唸經一樣。经常会毒舌的讲出一些尖锐发言，经常和知佳拌嘴和打架。真實年齡已超過200歲。在母親的體內7年後才出生，因為母親是屍體，所以他本身就是僵屍。與赤月知佳是「生命共同體」，當初變成殭屍的時候，與知佳的手弄錯了，因此兩人要使用心靈體硬質化武器時，必須互換手才行，且手不能離開原主人太遠要不然會從手腕處開始腐爛，就算是互換了也只能撐1小時，心靈體硬質化武器是槍。在動畫後篇得知，原來思徒是徐福的歷代董奉精心的結果，完美的藝術品，不會死的人偶。喜歡收集食玩和大型玩偶。住在學園宿舍（黑羽寮）中。
第一輪角色投票得第一名。
第二輪角色投票得第二名。

### Z借貸
鼈甲（CV：森川智之）
身高：171cm　體重：51kg　血型：不詳　生日：不詳
ZOMBIE的老闆，其實本職是“渡守”，在七人委員會中排行第六。嗜錢如命，節儉成性。在此岸經常穿西裝，總是突然出現在沙發後。長時間執行渡守的工作，對生命感到麻木，當偶而遇到有活力的靈魂時，會想記起生命的感覺。成立Z-Loan的理由是為了ASTRAL(思念的結聚體)，籍以籌集金錢形成一種由慾望轉變而成的能量，這是種思念的循環會令世界運行，言而彼岸人沒有的東西。不喜歡尼莉叫他哥哥。
第一輪角色投票得第九名。
第二輪角色投票得第二十一名。
由诗（CV：斋藤千和）
身高：155cm　体重：40kg　血型：A型　生日：10月1日
在ZOMBIE工作的少年，也是殭屍，原是戰前出生的戰爭孤兒。负责情报收集以及一切日常事务。有兩個朋友，右手乾乾，嘴很毒但是好手(?)，和左手坤坤，個性溫和。真實身分是管理Singularity的動向的審查官，與Singularity共同出現或消失。暱稱紀多滿為滿滿，芝怜一郎為芝芝。討厭吃魚。
第一輪角色投票得第四名。
第二輪角色投票得第六名。
麻生蘇鐵（CV：伊藤健太郎）
身高：187cm　体重：79kg　血型：O型　生日：8月8日
ZOMBIE的契約殭屍。在聖跡黑羽學園就讀三年級，在學校被稱為DUB王。帶著一隻眼罩，他曾提過，只有一同和他迎接早上的傢伙，才有特權看。經常去旅行（滿約前才會回來）和吃奇怪東西，食量驚人。女人緣極好。回國後住在學園宿舍（黑羽寮）中，偶而會住在不同女人家中留宿。不喜歡澤渡乙，視鼈甲為恩人。武器是長斧。騎著機車的不良少年（？），與紀多滿因為奇怪的際遇（？）而交往，但二人約會一次後便和平分手。
第二輪角色投票得第十一名。
葬儀社（CV：浪川大輔）
在葬儀社工作的人，與ZOMBIE簽有契約，也是殭屍，但並不是殺非法殭屍來還債，是認真工作來還錢的，用念珠和唸佛經作為武器。有一女兒美空，為了保護她不惜變成殭屍。
第二輪角色投票得第二十七名。
澤渡 乙（CV：星野貴紀）
身高：不詳　體重：85kg　血型：A型　生日：5月15日
ZOMBIE的契約殭屍，本職是學生，常替ZOMBIE帶來消息，且出入停屍間，為法醫室的助理（研究生）。外表像混混，其實是一個與樣貌相反的好人。經常被稱為乙哥（Osan），由於讀音和大叔（日語）相同，而苦惱。
第一輪角色投票得第八名。
第二輪角色投票得第十七名。

### A借貸
薄荷（CV：津久井教生）
身高：180.5cm　體重：66kg　血型：不詳　生日：不詳
ALIFE老闆，跟鼈甲一樣是渡守，也是河川管理局新上任的議長，在七人委員會中排行第四。有不良企圖而成立ALIFE公司與ZOMBIE競爭。阿卡沙密錄改革委員會(ARRC)領導人。擅長扭曲，能稍為干人類和物件所擁有的固有時間。自稱渡守業界的「坐不住獵人」。喜歡抓男人的屁股。
第二輪角色投票得第二十四名。
犬走 全（CV：高城元氣）
身高：156cm　體重：54kg　血型：O型　生日：11月30日
差點成為徐福首領老爺糧食之一，後來被杜駟駒收養，與當麻兔子青梅竹馬，就讀白王高中三年級的矮小男孩。15歲時因為意外（就是現任董奉追殺杜駟駒事件受到波及）成為殭屍，以雙刀為武器。後來被薄荷招攬而加入ALIFE。暗戀紀多滿。
第二輪角色投票得第十四名。
當麻 兔子（CV：小島めぐみ）
身高：160cm　體重：48kg　血型：A型　生日：8月31日
差點成為徐福首領老爺糧食之一，後來被杜駟驅收養，與犬走全青梅竹馬，就讀白王高中二年級的可愛女孩。杜駟駒生前曾教授她道術，和鶇修司及犬走全拍檔狩獵殭屍。後來被薄荷招攬而加入ALIFE。
第二輪角色投票得第九名。
鶇 修司（CV：小野大輔）
身高：182cm　體重：61kg　血型：A型　生日：9月30日
就讀白王高中一年級的長髮男孩。喜歡吃Frisk口香糖。以機關槍為武器。入學典禮後回家的路上，被殭屍攻擊，犬走全和當麻兔子突然像漫畫般救他，而加入行動，並在後來被薄荷招攬而加入ALIFE。自身運氣極好，多次脫離險境。後來把犬走全、當麻兔子和自己的欠債轉到Z-Loan。伊莉莎計劃倖存者，被尼莉稱為引領命運的洗禮者。
第二輪角色投票得第十五名。

### 學園相關者
宵町曆（CV：植田佳奈/浅野真澄）
身高：166cm　体重：51kg　血型：O型　生日：5月25日
圣迹黑羽学园住宿生（即黑羽寮）。平时是个开朗少女，但其实还拥有性格迥异的里人格「小黎」，「死者之舌」能力持有者。廚藝一流。曾經在喝醉芬達後和蘇鐵赤裸同床，其實暗戀橘思徒。「宵町」其實是假姓，真實姓名為「四位原曆」，是最高巫術一族的後人。
小黎（聲優是淺野真澄），自稱是小男孩，本體是白蛇。曾與「夜渡神」（小孩子們的靈魂混合）融為一體。喜歡紀多滿。奪取了紀多滿的初吻。
宵町曆，第一輪角色投票得第五名。
宵町曆，第二輪角色投票得第十五名。
小黎，第二輪角色投票得第十二名。
久世霜月（CV：后藤沙绪里）
身高：129cm　体重：30kg　血型：B型　生日：11月11日
圣迹黑羽学园理事长，外表是個小女孩。經常穿著蘿莉服。有把原本沒有連接的「線」，強行連接的能力，意指製造「門」把「線」連接。認知世界的人，「鑰匙」的管理人，「門」的管理者。看管異界之門，進而管理能夠與妖魔相通的人，例如巫術者、咒術者。保護那些因超能力而跟此岸發生摩擦的人，協助因此迷失自我的人。這也是成立學園的目的。
第一輪角色投票得第六名。
第二輪角色投票得第十名。
萊卡
舊稱狼男、小不點、狼少年、約翰。受到大神御靈（狼）神降（是讓靈魂依附在身體上的巫術），是去慰勞旅行時發現的狼男，後來被久世霜月以想要一隻看門狗為由帶走。學習能力極好，現在已經和普通人一樣，但仍保有野生直覺。以保護霜月為己任。喜歡親近女性。
第一輪角色投票得第十名。
第二輪角色投票得第五名。
齊東由美
紀多滿的同班同學和朋友，差點被殭屍殺害，曾鼓勵紀多滿向麻生蘇鐵表白。
第一輪角色投票得第十一名。
第二輪角色投票得第二十七名。

### 徐福
董奉（CV：增谷康紀）
身高：182cm　體重：70kg　血型：AB型　生日：2月27日
中國人，黑社會組織「徐福」的專屬道士，前任董奉杜駟駒的親生兒子。私底下是顧家的好爸爸，育有一對雙胞胎。老爺用血之盟約束縛著董奉的一族人，因殺死老爺而違反盟約，咒紋會佈滿全身而亡並會使同族感染，但事前與尼莉交易，因此避免同族感染。
第一輪角色投票得第十一名。
第二輪角色投票得第三名。
紅棍
中國人，黑社會組織「徐福」不參與魔法的武鬥負責人，差點成為老爺糧食之一，因有武術天份，被前任董奉杜駟駒收養。和現任董奉情同兄弟。
第二輪角色投票得第二十五名。
老爺
中國人，黑社會組織「徐福」的領導人。超過300歲，因屍解失敗，而有著一副殘敗的身體，依靠猛獸、橘思徒、其他殭屍和小孩的血苟延殘存。後被董奉所殺。
千鶴
日本人，日本富商千金，橘思徒的母親和最愛的女人。老爺第一次在上海（18世紀）見到時與未婚夫同行，因老爺對她的一見鍾情，出嫁前一晚未婚夫被殺後，用利刀貫胸自殺後，被當時的董奉以回魂術，成為沒自我意識的活死屍，死時懷有未婚夫的孩子(即橘思徒)。
情報員
中國人，黑社會組織「徐福」前元老，手上有徐福的情報。害怕殭屍，相信被殭屍碰過的地方會腐爛。曾經替逃亡的橘思徒引路，因此不能留在徐福。
第二輪角色投票得第二十七名。
杜駟駒
中國人，黑社會組織「徐福」前任董奉，現任董奉的父親，紅棍、犬走全和當麻兔子的養父。背叛徐福，帶著犬走全和當麻兔子逃往日本後被董奉所殺。

### ARRC
薄荷
請參考A借貸。
卡爾梅拉（カルメラ，CV：雪野五月）
身高：174cm　體重：54kg　血型：不詳　生日：不詳
與芝簽下非法殭屍契約的一位美女彼岸人。能力是扭曲線與線之間的氣渦（即是扭曲空間）。在聖跡黑羽學園一役，被失控的紀多滿所殺。
千年（CV：鈴木千尋）
身高：163cm　體重：57kg　血型：不詳　生日：不詳
非常討厭人類的彼岸人，討厭遲到(薄荷除外)。使用飛鏢作為武器，對殭屍同樣有效，如果被插由會就被控制人的意識，叫作命運之箭，而被名為「停止」的飛鏢打中頭或心臟則會馬上死亡。擅長切開空間封隔離件和人到另一空間，能進入「圈環」的夾縫。後因核心被紀多滿取走，而變成公仔大小，被鼈甲帶回Z-Loan辦公室，及後被紀多滿帶走。是ARRC中，唯一有人情味的彼岸人。
第二輪角色投票得第十二名。
芝怜一朗（CV：诹访部顺一）
身高：183cm　体重：67kg　血型：AB型　生日：6月9日
知佳在國中時期的好友，頭腦極佳，對於沒有變化的世界感到無聊、絕望，因此從學校的頂樓一躍而下，之後卡爾梅拉出現說被委員會選中為成為殭屍的人選。在動畫第四集出現的殺人犯「蝴蝶」就是芝的傑作。之前簽訂違法殭屍契約，但在與知佳打鬥時被死神粗目送到黃泉去了，但是又搶走了死神粗目的核心成為“假死神”，使用的武器為追蹤型防空刀（？）。目前，加入ARRC中。是3名伊莉莎計劃倖存者之一。暱稱千年為小千，由詩為由由。
第一輪角色投票得第七名。
第二輪角色投票得第四名。
純露
男性彼岸人，個性熱情、親切。能輕易進入阿卡莎秘錄的終端。喜歡別人叫他純，稱呼紀多滿為滿妹。
尼莉（Neri）
帶著拼布熊娃娃的彼岸人少女，為了錢願意替人做任何事。能純熟地將生命之線編織、切斷和延伸。曾代表ARRC與徐福的董奉交易。稱呼鼈甲為哥哥。

### 河川管理局(七人委員會)
薄荷
請參考A借貸。
鼈甲
請參考Z借貸。
甘露
女性渡守，有向男性逼婚的惡習，對象包括赤月知佳和鼈甲，事實上，她認為在生物學上屬於雄性，性機能正常便可以和她結婚。在七人委員會中排行第五。
黑
男性渡守，個性遲鈍。在七人委員會中排行第七。

### 其他
粗目（CV：小杉十郎太）
身高：197cm　體重：84kg　血型：不詳　生日：不詳
失去核心後：身高：30cm　體重：50g
死神，除小梅、紀多滿和小黎外，沒人聽得懂他的說話。在粗心大意之下，讓芝奪走核心導致力量不足而呈現玩偶狀態。被紀多滿以「好可愛」的方式帶走。
第二輪角色投票得第八名。
小梅
身高：145cm　體重：37kg　血型：不詳　生日：不詳
曾經擔任死神情報商店的店員、死神列車車長、打掃置物櫃的派遣工作、消除電視遊戲錯誤(Bug)的兼職人員(Debugger)。每次都遇到Z-Loan的人，並幫助他們。經常說「好麻煩」、「真麻煩」。
第二輪角色投票得第二十一名。

## 用語
ZOMBIE-LOAN
顧名思義就是殭屍借貸，只與死人訂立金錢契約讓死人復活成為殭屍，但是契約內容是龐大的生命債，負債人必須還清金錢債務才能真正復活成為人類。又簡稱Z-LOAN。與ALIFE-LOAN公司是相同性質的競爭對手，ALIFE-LOAN成立後與ZOMBIE-LOAN競爭公司的存在價值，兩家只留其一，若不能先在ㄧ個月內籌到一千萬便會倒閉，而契約殭屍就會真正死亡。
命運之輪公共機構（WHEEL of FORTUNE ORGANIZATION）
簡稱WFO，負責調停阿卡沙秘錄，保障阿卡沙秘錄的正常運作。彼岸人所屬官署。是策動世上森羅萬象有象無象一切哲理的唯一絕對的永恆機關。
ARRC(Akashic Record Reform Committee)
阿卡沙秘錄改革委員會的縮寫，也是動畫中非法製造殭屍的神秘組織，疑似想要製作出具有思想可自行控制慾望的殭屍。是提倡改革現行命運系統的非法機構，真正目的是想將構成彼岸的一切重新改寫。
河川管理局(七人委員會)
隸屬WFO的部門，負責生與死的調停。由七位渡守組成，新任議長為薄荷。在消除歪理的行動中，剔除薄荷和鼈甲，五人行動。傳聞成員以老人居多。
徐福
中國最大的黑幫組織，中國的黑手黨。由一位幾百歲的老人領導。有專屬的世襲制道士，稱為「董奉」。
殭屍
又譯喪屍，本應死亡的人卻沒死成，行尸走肉的活著（非法殭屍）。沒有理性、沒有意志，也控制不了慾望，即是本能脫序。知佳和思徒也是殭屍，但是和ZOMBIE公司订立借贷契约（合法殭屍）所以擁有意志與目標，也可以思考。
渡守
是專門把死人的靈魂從冥府之川引渡到彼岸的職位。每位渡守有一把「槳」，可以當作武器消除指定對象(例如歪理)。
黑色圈印
圈印，就是“砍斷線”，剛開始是淺灰色，隨著時間的流逝，圈印的顏色會一天天加深，當它變成黑色時，就會死。黑色圈印是死神專用的記號，推測死神就是靠黑色圈印來送人類到黃泉路去，橘思徒與赤月知佳的脖子上也有圈印，但是由於和ZOMBIE公司订立借贷契约，所以是個半（活）死人。
死神之眼
目前是紀多滿所擁有的能力，可以看到別人是否有“黑色圈印”，聚氣凝神使用可以像白眼一樣追蹤黑色圈印，貌似可以預知危險。
死亡之線
是將生命聯繫於世上的，透過綁上或解開，就可以操控時間。
心靈體硬質化武器
知佳和思徒所使用的武器，知佳是刀，而思徒是左輪手槍，用來斬殺殭屍的東西，武器具像化會消耗體力，武器構造越複雜，所消耗的心靈體的質與量就越高。藉由所訂立的借貸契約風險度決定武器的強弱與否。
死者之舌
類似招魂的能力。原是小曆的能力，後來成為了另一個小曆——小黎的能力。能夠得到死者死前說過的話，可以算是情報人員。
核心
彼岸人和死神不是由肉體組成，而是由靈魂物質化的東西。而核心就是強力能源體的中心，讓上述的靈魂循環，維持物質化。核心被取出後如果沒有毀滅會依然生存，但會因為能量不足而變成公仔大小。
阿卡沙秘錄(Akashic Record)
包含現在、過去、未來的所有命運記錄。如果被竄改，靈魂的循環系統就會變得混亂。
屍解法
是讓人類成仙，永遠不老不死的袐法。「徐福」代代相傳，守護著的袐法。而「徐福」所掌握的屍解法存在著缺陷。真正握有完整屍解法的是彼岸人。
歪理
歪理就是指「意外」（下指的扭曲）中追尋更多「意外」，不斷堆積重疊的「意外」，便變成稱為歪理的能量。這種能量會令阿卡沙秘錄出現扭曲。
矛盾是將記述在阿卡沙秘錄中的命運記錄扭曲的行為。
線
多不勝數的線，時而中斷、時而相連、時而交錯，複雜地糾纏在一起，構成一條本流線。這就是世界。是改變世界角度的形態之一。
而所有世界交錯著的永遠的交差點，就稱為「點」。
兩個世界的夾縫，所有「線」交錯的地方，被稱為「永遠的十字路口」。
「圈環」是指空間與強行連接的次元的夾縫。
伊莉莎（ELIZA）計劃
由薄荷主導的計劃。在17年前，某醫療機構利用不孕夫婦測驗一種全新藥物。服食藥物的72位女性，有46人成功懷孕，不過孩子之後全部夭折，死因是突發性自殺。原因是此計劃下的孩子對生存的意識太薄弱。現時只剩下3名倖存者（即伊莉莎白之子、伊莉莎計劃殘渣）。
彼岸
即彼岸人的世界，是一個物資沒有質量的數據世界。屬多層結構，每一層都有好幾條分開「這裡」和「那裡」的河川，再加上最底層的河川，合稱三途河。
反之，此岸是人類的物資世界。
垃圾桶
暫時放置彼岸廢棄數據的地方，隨時會被清空。

## 出版書籍
| 集數 | 史克威爾艾尼克斯 | 史克威爾艾尼克斯                                | 尚禾文化       | 尚禾文化             |
| 集數 | 發售日期         | ISBN                                            | 發售日期       | ISBN / EAN           |
| ---- | ---------------- | ----------------------------------------------- | -------------- | -------------------- |
| 1    | 2003年6月27日    | ISBN 4-7575-0949-9                              | 2004年8月30日  | ISBN 986-7521-95-1   |
| 2    | 2004年1月27日    | ISBN 4-7575-1111-6                              | 2004年9月27日  | ISBN 986-7395-13-1   |
| 3    | 2004年10月27日   | ISBN 4-7575-1286-4                              | 2005年1月24日  | ISBN 986-7289-03-X   |
| 4    | 2005年4月27日    | ISBN 4-7575-1398-4                              | 2005年6月30日  | EAN 471-1436-56084-1 |
| 5    | 2005年8月16日    | ISBN 4-7575-1483-2                              | 2005年10月21日 | EAN 471-1436-56197-8 |
| 6    | 2006年2月27日    | ISBN 4-7575-1614-2                              | 2006年3月17日  | EAN 471-1436-56316-3 |
| 7    | 2006年11月27日   | ISBN 4-7575-1807-2 ISBN 4-7575-1735-1（限定版） | 2006年12月29日 | EAN 471-1436-56555-6 |
| 8    | 2007年7月27日    | ISBN 978-4-7575-2036-3                          | 2007年9月6日   | EAN 471-1436-56676-8 |
| 9    | 2007年12月17日   | ISBN 978-4-7575-2169-8                          | 2008年3月14日  | EAN 471-1436-56830-4 |
| 10   | 2008年6月27日    | ISBN 978-4-7575-2290-9                          | 2008年8月22日  | EAN 471-1436-56927-1 |
| 11   | 2009年1月27日    | ISBN 978-4-7575-2452-1                          | 2009年5月18日  | EAN 471-1436-57082-6 |
| 12   | 2009年10月27日   | ISBN 978-4-7575-2708-9                          | 2009年12月11日 | EAN 471-1436-57251-6 |
| 13   | 2011年4月27日    | ISBN 978-4-7575-3213-7                          | 2011年7月27日  | EAN 471-1436-57609-5 |

## 電視動畫

### 製作團隊
- 監督 - 西森章
- 系列構成 - 冨岡淳廣
- 人物設計- 佐藤千春
- 道具設計- 大浪太
- 美術監督 - 中村典史
- 色彩設定 - 河合真理子
- 攝影監督 - 大神洋一
- 編輯- 渡辺直樹
- 音響監督 - 岩浪美和
- 音樂 - 澤野弘之
- 製作人- 太田賢司、高橋知子、下地志直
- 動畫製作- XEBEC M2
- 製作 - NAS
- 製作委員會 - SUPER VISION、NAS、E-NET FRONTIER、XEBEC

### 主題曲
片頭曲「狼的喉嚨」（オオカミのノド）
作詞 - チバユウスケ / 作曲、歌 - The Birthday
片尾曲「Chain Ring」（チェインリング）
作詞 - 逹瑯 / 作曲 - SATOち / 編曲 - ミヤ、岡野ハジメ / 歌 - MUCC
插入曲「Solitary Serenade」（第6話）
作詞 - MAIS / 作曲 - 澤野弘之 / 歌 - 関山藍果

### 各話列表
| 話數 | 日文標題 | 中文標題       | 腳本     | 分鏡       | 演出     | 作畫監督   |
| ---- | -------- | -------------- | -------- | ---------- | -------- | ---------- |
| 1    |          | 死神之眼       | 山田由香 | 西森章     | 西森章   | 古田誠     |
| 2    |          | 逝去？         | 樋口達人 | 喜多幡徹   | 西村大樹 | 長屋侑利子 |
| 3    |          | 死者之舌       | 冨岡淳廣 | 西森章     | 長濱亘彦 | 岡田万衣子 |
| 4    |          | 蝶之羽音       | 樋口達人 | 大久保富彦 | 松本正幸 | 坂田理     |
| 5    |          | 活祭           | 冨岡淳廣 | 高田淳     | 大和直道 | 平山英嗣   |
| 6    |          | 對自由的渴望   | 山田由香 | 喜多幡徹   | 西村大樹 | 松本圭太   |
| 7    |          | 彷徨的心       | 樋口達人 | 藤原良二   | 長濱亘彦 | 小野和寛   |
| 8    |          | 死了之後也孤獨 | 冨岡淳廣 | 青木康直   | 松本正幸 | 古田誠     |
| 9    |          | 活著的屍體     | 山田由香 | 大久保富彦 | 高山功   | 岡田万衣子 |
| 10   |          | 解之法         | 山田由香 | 大久保富彦 | 岸川寛良 | 坂田理     |
| 11   |          | 命運與死亡     | 樋口達人 | 青木康直   | 西村大樹 | 長屋侑利子 |
| 12   |          | 命運之輪       | 冨岡淳廣 | 藤原良二   | 寺澤伸介 | 寺澤伸介   |
| 13   |          | 想守護         | 冨岡淳廣 | 西森章     | 西森章   | 古田誠     |

註：12、13話並未在電視上播映，僅收錄於第七卷DVD之中。

### 播放电视台
日本深夜動畫：下文記載的日本国内播放時間使用日本標準時間（UTC+9）表示。因為部分時間标识會採用30小时制，因此請留意这类超过24:00的时间，其實際播放時間為翌日清晨。
| 播放地區   | 播放電視台 | 播放日期                      | 播放時間             | 聯播網         |
| ---------- | ---------- | ----------------------------- | -------------------- | -------------- |
| 關東廣域圈 | 朝日電視台 | 2007年7月3日 - 9月11日        | 星期二 26:40 - 27:10 | 朝日電視台系列 |
| 日本全域   | AT-X       | 2007年11月28日 - 2008年2月6日 | 星期三 10:30 - 11:00 | CS頻道         |

## 相關商品

### CD
- 廣播劇CD ZOMBIE-LOAN〜ゾンビローン
- ZOMBIE-LOAN VOCAL SERIES VOL.1“DAMN IT!”（赤月知佳角色歌）
- ZOMBIE-LOAN VOCAL SERIES VOL.2 “ICE BULLET”（橘思徒角色歌）
- ZOMBIE-LOAN〜ゾンビローン 新章 -INTERMISSION-
- 澤野弘之「ZOMBIE-LOAN 原聲帶」
- ZOMBIE-LOAN 角色專輯（澤野弘之Produce）

## 外部連結
- 官方網站 （页面存档备份，存于）